# Второе сражение при Вердене
Второе сражение при Вердене или Сражение при Вердене 1917 года (фр. Bataille de Verdun (1917)) — военная операция с ограниченными целями, проведённая французской армией в районе Вердена, в Лотарингии, во время Первой мировой войны.
После неудачи апрельского наступления 1917 года союзники больше не предпринимали совместных крупных операций на Западном фронте. Английское командование решило действовать самостоятельно, поскольку генерал Петен 2 июня ответил Хейгу, что ввиду плохого морального состояния французской армии она не сможет предпринять атак до конца июля.
Только в августе французское командование решило предпринять операцию с ограниченными целями под Верденом. Цель ее состояла в том, чтобы отобрать у германцев ряд высот и тем лишить их удобных наблюдательных пунктов, с которых хорошо просматривались французские позиции.
Для наступления был избран участок шириной 17 км (по 8 — 9 км по обеим берегам реки Маас). Проведение операции возлагалось на 2-ю армию под командованием генерала Гийома. Ее 32-й и 15-й корпуса располагались на восточном берегу Мааса, а 16-й и 13-й корпуса — на западном берегу. Общий состав армии — 14 пехотных дивизий. Каждый корпус выдвигал по две дивизии в первый эшелон, две дивизии оставались в резерве командующего 2-й армией. Армия имела 948 пушек 75-мм калибра, 1318 орудий тяжелых калибров, 66 орудий артиллерии большой мощности и 247 орудий траншейной артиллерии, а всего 2579 орудий, или 1 орудие на 6,6 м фронта (151 орудие на 1 км фронта). Германцы на этом участке фронта имели 7-й армейский корпус из 6 пехотных дивизий (4 дивизии в первом эшелоне) и 5-й резервный корпус из 6 дивизий (4 дивизии в первом эшелоне), поддерживаемых 1100 орудиями разных калибров.
С 13-го по 20 августа проводилась артиллерийская подготовка. Сразу по ее окончании пехота атаковала позиции противника. Операция развивалась успешно. 21 августа французы захватили высоты 344, Реньевин, Уа, лес Корбо и высоту Морт-Омм. 24 августа они овладели высотой 304, удачно отразив все контратаки германских войск мощным артиллерийским огнем. Поскольку высоты 344 и 326 все еще находились в пределах досягаемости возможных немецких контратак, Гийома хотел продолжить сражение, но главнокомандующий Петен и ответственный за группу армий генерал Файоль не хотели новой битвы на истощение, и 18 сентября наступательные операции были остановлены.
В результате операции французы возвратили себе пространство, отнятое немцами в 1916 году, взяли в плен 10 тысяч вражеских солдат, 30 орудий и 250 пулеметов. В этом сражении удачно действовала артиллерия французов. Она разрушила немецкие позиции и подавила артиллерию германцев. Тесное взаимодействие пехоты и артиллерии помогло успешно отражать контратаки германцев и добиться успеха.